# Kong-pu
Kong-pu war ein chinesisches Längenmaß und entsprach dem Baufuß.
- 1 Kong-pu = 143,1 Pariser Linien = 32,182 Zentimeter